# Open Knowledge Foundation

Logo

Open Knowledge Foundation (OKF) är en ideell organisation i form av en stiftelse som verkar för öppen kunskap vilken inkluderar öppet innehåll och öppna data. OKFN grundades den 24 maj 2004 i Cambridge, Storbritannien. Stiftelsen har publicerat Open Knowledge Definition (Definition av öppenhet) och driver ett antal projekt såsom CKAN, en dataportalprogramvara som ofta används för publicering av offentliga öppna data, Where Does My Money Go, en tjänst för att bevaka offentliga utgifter. Förutom projekt för tekniska verktyg bedriver stiftelsen också opinionsbildande insatser och rådgivning kring licensiering av öppet material. Här kan nämnas att OKFN stöttade utvecklingen av licensen Open Database Licence (ODbL) och ovan nämnda Open Knowledge Definition.

## Mål

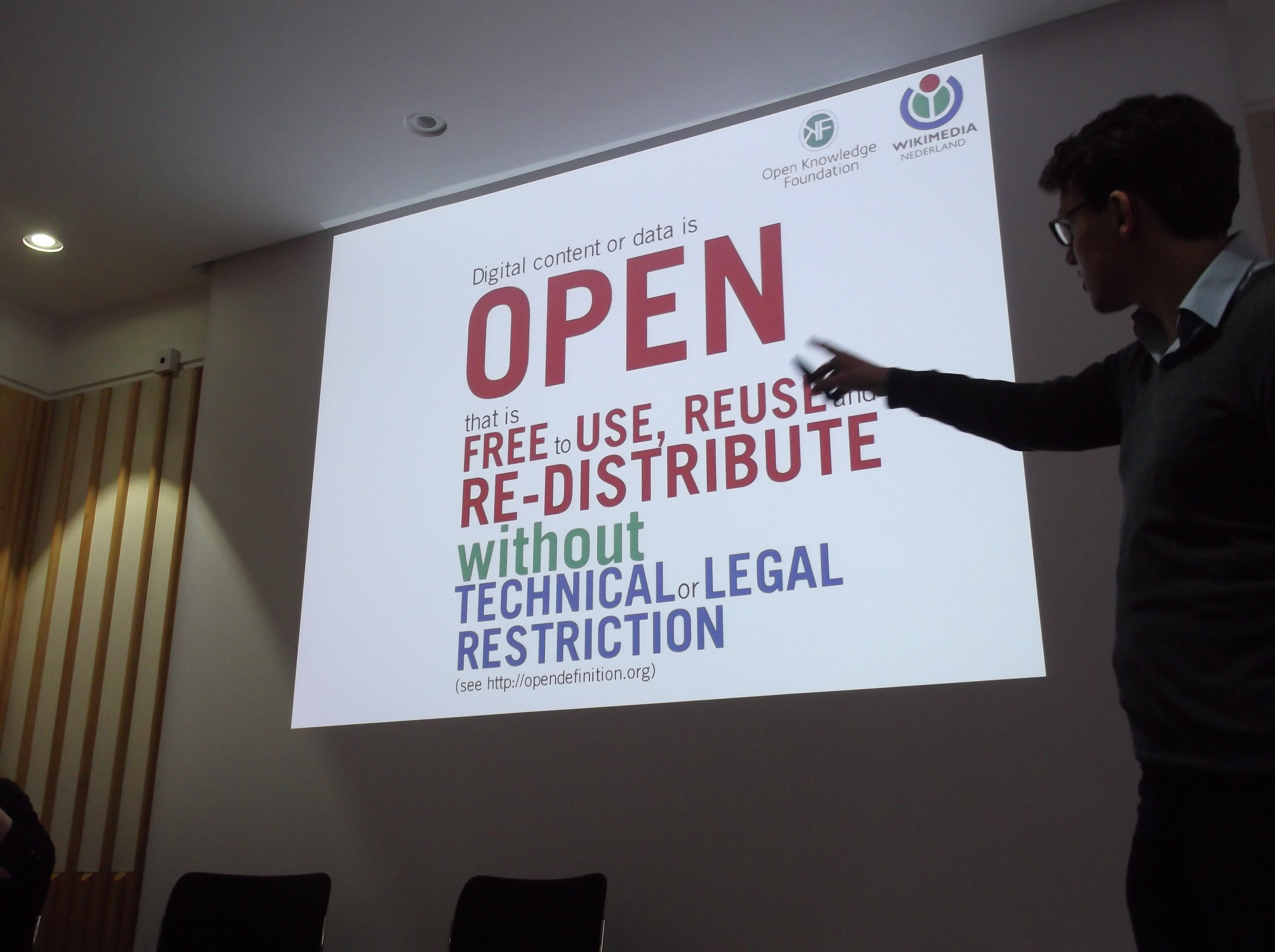
Joris Pekel föreläser på GLAM-WIKI 2013

Målen för Open Knowledge Foundation är:
- Verka för idén kring öppen kunskap, såväl vad det innebär som varför det är en god idé.
- Genomföra evenemang kring öppen kunskap, så som OKCon.
- Driva projekt kring öppen kunskap, så som Open Economics eller Open Shakespeare.
- Tillhandahålla infrastruktur, och eventuellt en hemvist, för projekt kring öppen kunskap, communityer och resurser. Exempel är   tjänsten KnowledgeForge och CKAN.
- Agera på frågor om öppen kunskap på nationell (Storbritannien), europeisk internationell nivå.

En av medgrundarna var Rufus Pollock som fortfarande innehar en ledande roll. Företaget Open Knowledge Foundation Limited grundades av stiftelsen i maj 2004.

## Personer
Den aktuella styrelsen för Open Knowledge Foundation är:

- James Casbon
- Becky Hogge
- Martin Keegan
- Ben Laurie
- Paula Le Dieu
- Rufus Pollock
- Jane Silber

Open Knowledge Foundation har i sitt rådgivande organ (Advisory Board) personer från områdena Fri tillgänglighet (Open access på engelska), öppna data, öppet innehåll, open science, datavisualisering och digital rättigheter så som:

- Becky Hogge
- Tim Hubbard
- Benjamin Mako Hill
- Peter Murray-Rust
- John Naughton
- Michael Nielsen
- Hans Rosling
- Peter Suber
- John Wilbanks

## Verksamhet
De flesta av stiftelsens projekt är av teknisk natur. Det mest framträdande projektet, CKAN, används av många regeringar som plattform för att öppna upp respektive länders offentliga data som öppna data.
Organisationen stöder ofta sina mål genom att erbjuda och hantera infrastruktur för att delvis oberoende projekt ska kunna utvecklas. Denna strategi blev tidigt tydlig då ett av organisationens första projekt var en tjänst för projektadministration som kallas KnowledgeForge. Denna tjänst körs på plattformen KForge. KnowledgeForge erbjuder specialiserade arbetsgrupper ytor för att driva och leda projekt som har med öppen kunskap att göra. I ett större perspektiv erbjuder tjänstens infrastruktur såväl tekniska som sociala funktioner. Stiftelsen tillhandahåller dussintals med e-postlistor för elektronisk kommunikation och använder IRC för realtidskommunikation. Man anordnar också evenemang.

### Opinionsarbete
OKF har ett aktivt samarbete med organisationer inom närliggande områden så som öppna lärresurser.
OKF ligger bakom såväl Open Knowledge Definition, en ansats att bringa klarhet i en del av den tvetydiga terminologin kring öppenhet, som Open Software Service Definition.
Förutom tekniken så spelar organisationen också en roll vad gäller att förespråka öppenhet i ett vidare perspektiv. Detta omfattar arbete med att stödja och uppmuntra produktion av rapporter och möjliggöra rådgivning samt produktion av guider.
Rufus Pollock, en av OKF:s grundare och nuvarande styrelseledamot, sitter med i den brittiska regeringens råd för transparens inom den offentliga sektorn (Public Sector Transparency Board).